# Móháls
Móháls är en kulle i republiken Island. Den ligger i regionen Austurland, 300 km öster om huvudstaden Reykjavík. Toppen på Móháls är 608 meter över havet.
Trakten runt Móháls är nära nog obefolkad, med mindre än två invånare per kvadratkilometer. Det finns inga samhällen i närheten. Trakten runt Móháls består i huvudsak av gräsmarker.